# Rijksstad Heilbronn
De Rijksstad Heilbronn was een tot de Zwabische Kreits behorende rijksstad binnen het Heilige Roomse Rijk.
De eerste vermelding van Heilbronn (villa Helibrunna) dateert uit 822. Daarvoor lagen er al Frankische koningsgoederen, die later aan het prinsbisdom Würzburg waren geschonken.
Halverwege de elfde eeuw is het in handen van de graven van Calw, die het aan het klooster Hirsau schenken. Later zijn er twisten tussen de heren van Dürn, het bisdom Würzburg en de Hohenstaufen over het bezit van Heilbronn.
In 1225 wordt de handelsnederzetting op de rechteroever van de Neckar voor het eerst als oppidum aangeduid. In 1281 krijgt zij stadsrechten van koning Rudolf en in de veertiende eeuw ontwikkelt Heilbronn zich tot een rijksstad. Belangrijke mijlpalen in deze ontwikkeling zijn de verwerving van het rijksschoutambt in 1360 en de verwerving van de voogdij in 1464.
In 1525 komt Heilbronn onder de lutherse kerkhervormer Johann Lachmann in handen van de reformatie.
In de Reichsdeputationshauptschluss van 25 februari 1803 wordt in paragraaf 6 de inlijving bij het nieuwe keurvorstendom Württemberg vastgesteld.
Het gebied van de rijksstad omvatte behalve Heilbronn zelf ook Böckingen, Flein, Frankenbach en Neckargartach (en later het Lautenbacher Hof bij Oedheim (1772–1823)).